# 28722 Dhruviyer
28722 Dhruviyer este un asteroid din centura principală de asteroizi.

## Descriere
28722 Dhruviyer este un asteroid din centura principală de asteroizi. A fost descoperit pe 7 aprilie 2000 la Socorro, New Mexico, în cadrul proiectului LINEAR. Asteroidul prezintă o orbită caracterizată de o semiaxă mare de 2,41 ua, o excentricitate de 0,14 și o înclinație de 4,9° în raport cu ecliptica.